# Heather Payne
Pour les articles homonymes, voir Payne.
Heather Payne, née le 26 janvier 2000 à Ballinasloe dans le comté de Galway, est une footballeuse internationale irlandaise. Elle joue au poste d'attaquante dans le championnat universitaire américain. Elle est internationale depuis 2018.

## Biographie

### En club
Après avoir joué trois saisons au Peamount United Football Club dans le championnat d'Irlande, elle signe en août 2018 un contrat avec les Anglaises du Bristol City Women's Football Club qui disputent la première division anglaise,.
Après une saison en Angleterre elle part aux États-Unis pour entrer à l'université de Floride. Elle intègre l'équipe de son université, les Séminoles de Florida State. Avec elles, elle dispute l'Atlantic Coast Conference et surtout la première division de la NCAA qu'elle remporte en 2021.

### En équipe nationale
Après avoir été régulièrement à partir de 2015 dans les équipes nationales de jeunes, moins de 17 ans et moins de 19 ans, Heather Payne intègre à partir de 2018 l'équipe nationale senior. Elle est sélectionnée pour la première fois en août 2018 pour une rencontre de qualification à la Coupe du monde féminine de 2019 contre l'Irlande du Nord. Elle est titulaire lors de la victoire 4-0 à Dublin.
Le 11 octobre 2022, elle fait partie de la sélection irlandaise qui se qualifie pour la première fois de son histoire pour une Coupe du monde. L'Irlande bat l'Écosse 0-1 à Hampden Park. Titulaire, Payne joue l'intégralité de la rencontre.
En juin 2023, elle est sélectionnée pour disputer la coupe du monde 2023 en Australie.
| N°. | Date         | Lieu                                 | Opposition | Score | Resultat | Compétition  |
| --- | ------------ | ------------------------------------ | ---------- | ----- | -------- | ------------ |
| 1   | 11 juin 2021 | Laugardalsvöllur, Reykjavik, Islande | Islande    | 1-2   | 1-3      | Match amical |

## Palmarès
Avec Florida State
- Championnat NCAA Division 1
  - Vainqueur en 2021